# Concezione della morte nell'islam
L'Islam propone un'interpretazione positiva della vita che, sotto la guida di Allah,Dio, va sempre accettata e valorizzata fino al suo limite naturale, cioè fino alla morte. Poiché la religione islamica si è diramata nel corso dei secoli in diverse tradizioni, così anche per la liturgia funebre. Esse possono cambiare in base ai gruppi o territori di appartenenza. Due però sono i concetti fondamentali che permangono sostanzialmente intatti per qualsiasi latitudine: 
- l'atteggiamento composto e riservato da parte della famiglia e della comunità (che trae le sue origini dal concetto della morte vista come "passaggio" in attesa della Resurrezione).
- i tempi: per i musulmani infatti la salma deve essere sepolta il prima possibile. A differenza delle cerimonie a cui siamo abituati quindi non è previsto un momento di cordoglio e di saluto al defunto prima della sepoltura.

Quando la persona è morente, la famiglia e gli amici più cari tentano di sostenerla e confortarla, ricordando Allah e la Sua volontà. Con la presenza, si cerca di aiutare la persona morente a rinnovare il proprio impegno di fede in Allah.  
Alla morte, vengono chiusi gli occhi del deceduto, in seguito si procede alle pratiche rispettivamente del:  
- Ghusl, ovvero il lavaggio del corpo in maniera accurata, preferibilmente dai suoi congiunti, per purificarlo fisicamente. Il lavaggio deve avvenire un numero dispari di volte (almeno una volta);  
- Kafan , ovvero il bendaggio. Il corpo viene avvolto in un sudario di panno bianco in cotone o lino e può essere mantenuto in questo stato per diverse ore, consentendo ai sostenitori di trasmettere i loro omaggi e condoglianze.  
A questo punto familiari e amici si riuniscono e pregano il defunto (nel cortile della Moschea o in una sala adibita alla preghiera) e si recita la preghiera funebre della Salatul Janazah che può essere accompagnata dalla lettura di passi del Corano. 
Al termine della preghiera la bara viene condotta in corteo nel luogo in cui avviene la sepoltura (per inumazione) e, mentre l’imam continua nella recita delle preghiere, i presenti versano simbolicamente tre manciate di terra nella tomba mentre recitano il versetto coranico: "Ti abbiamo creato da esso e ti abbiamo restituito, e da esso ti rialzeremo una seconda volta". 
Il corpo viene posato direttamente sul fondo del sepolcro, sul lato destro e con la testa in direzione della Mecca.  
Al sepolcro viene fissato un controsoffitto, ricoperto di terriccio e il luogo tombale viene contrassegnato, elevandone il livello di terriccio al di sopra del suolo circostante. Una pietra nuda può essere usata per indicare l'ubicazione della tomba.  
Il movimento hanbalita non approva che vi siano scritte su lapidi che ricordino il morto, per un'ansia di uguaglianza degli uomini e delle donne dopo la morte, ma non sono mancate in passato lapidi coi nomi dei defunti e con brani coranici che ne attestino la fede islamica. 
Sopra il luogo tombale, gli hanbaliti non ammettono strutture di cornice in muratura o in altro materiale. La famiglia del morto si assume la responsabilità di saldare tutti gli eventuali debiti che la persona possa aver contratto in vita e si assume l'impegno di mantenere contatti e relazioni cortesi con gli altri parenti e gli amici. Nei primi tempi, si continua frequentemente a pregare e a supplicare Allah, spesso digiunando e recandosi presso la tomba, quasi in pellegrinaggio. La visita alle tombe è infatti raccomandata ai vivi affinché ricordino l'inevitabilità della morte e il giorno di giudizio di Allah.
Per quanto riguarda l'aspetto concettuale della morte nell'Islam, si ritiene che vita, malattie, sofferenze e morte siano inserite nel piano provvidenziale di Allah, che il credente è chiamato ad accettare integralmente, viene chiamato a comprendere il perché: il mistero dell'esistenza deve essere chiaro e limpido, la vita è dono divino di cui ringraziare Allah, nonostante le prove e le sofferenze che tanti possono patire. Non si tratta di rassegnazione nel senso passivo del termine, ma di accettazione attiva di tutto ciò che Dio ha progettato per il bene del suo fedele. La tradizione religiosa islamica vieta infatti il suicidio e l'eutanasia e propone un'etica positiva della vita, accettata fino al suo limite naturale, cioè fino alla morte. 
L'accettazione attiva della volontà di Allah non può impedire tuttavia di aver paura della morte e alcune tradizioni "probabilmente errate " riferiscono che anche i grandi «profeti» dell'Islam non accolsero di buon grado il momento della separazione da questa vita e dai suoi affetti. Inoltre, la preghiera costante e la benevolenza divina possono modificare il decreto segnato per ciascuno ancora prima della nascita. È questa una prova ulteriore che l'Islam non crede in un destino cieco, ma nella libera volontà di Dio, che dispone a piacimento della vita e della morte dei suoi servi. La ferma, assoluta e totale fiducia nel governo divino della vita umana e della morte segna profondamente, anche oggi, la vita dei musulmani più pii e moderati.